# Bruzdownica
Bruzdownica – elektronarzędzie ułatwiające wykonywanie w murach wgłębień pod kable i rury. Silnik elektryczny bruzdownicy napędza dwie diamentowe tarcze (identyczne jak stosowane w szlifierkach kątowych). Odstęp pomiędzy tarczami jest regulowany dzięki zastosowaniu tulejek dystansowych. Wirujące tarcze są zabezpieczone osłoną, która jest mocowana do metalowej stopy umożliwiającej przesuwanie narzędzia po podłożu. Bruzdownica umożliwia wycinanie w podłożu dwóch równoległych szczelin. Materiał pozostały pomiędzy szczelinami jest usuwany przy pomocy młota obrotowo-udarowego lub młota kującego. Zastosowanie bruzdownicy ułatwia kucie szczelin o ustalonej szerokości i głębokości. Podczas cięcia muru bruzdownicą powstają duże ilości pyłu, dlatego są one wyposażone w króćce umożliwiające podłączenie odkurzacza.